# Jack Grimmer
Jack Grimmer, född 25 januari 1994, är en skotsk fotbollsspelare (försvarare) som spelar för Wycombe Wanderers.